# 查維斯體育會
查維斯體育會（葡萄牙語：Grupo Desportivo de Chaves），常稱為查維斯，葡萄牙職業足球會，成立於1949年，位於沙維什。
球隊現於葡萄牙甲組足球聯賽作賽，主場為曼努埃爾·布蘭科·特謝拉市政工程球場，能容納8,400人。